# Bygningsstyrelsen
Bygningsstyrelsen är en myndighet i Danmark som är byggherre för statliga byggprojekt (inklusive universiteten). Den grundades 3 oktober 2011 genom att Slots- og Ejendomsstyrelsen, Universitets- og Bygningsstyrelsen och Erhvervs- og Byggestyrelsen slogs samman. Myndigheten har sitt säte i Köpenhamn och har drygt 300 anställda.